# Shelagh Wakely
Shelagh Wakely (22 de outubro de 1932 - 19 de março de 2011) foi uma escultora e artista experimental britânica.
Wakely nasceu em Madingley, Cambridgeshire, em 1932. Estudou pintura e serigrafia no Chelsea College of Art no final dos anos 50. Ela também estudou no Royal College of Art e começou a sua carreira como designer têxtil.
O seu trabalho encontra-se incluído nas colecções do Tate Museum e do British Council.